# 키라 요시카게
키라 요시카케는 《죠죠의 기묘한 모험》 4부 《다이아몬드는 부서지지 않는다》의 등장인물이자 메인 빌런이다.
33세이며 남성이다. 독신이며 술은 즐기는 정도로만 마시고 담배는 피지 않는다. 일은 실수 한 번 없이 해내지만  정열이라곤 먼지만큼도 없는 남자다.

## 생애

### 과거
어린시절 모나리자의 손을 보고 자신이 아름다운 손에 대한 성벽을 가지고 있었음을 깨닫는다. 그래서 스탠드를 갖기 전부터 스기모토 레이미라는 여성을 죽이는 범죄를 저지른다. 그리고 그의 아버지 키라 요시히로는 아들을 지킨다는 이유로 이 사실을 은폐한다. 스탠드인 킬러 퀸을 가진 후 키라 요시카게는 더욱 빠르고 깔끔하게 살인을 저지를 수 있었다. 살인을 저질러도 킬러 퀸의 능력으로 증거와 목격자가 남지 않기 때문에 그에게 살해된 이들은 사회에 알려지지 않으며 모두 실종처리된다. 키라는 자른 손을 가지고 다니면서 욕구를 푼다. 그러다 그 손이 썩어버리거나 지겨워지면 다른 이의 손을 자르는 범죄를 저지르며 살아왔다.

### 등장
처음 등장할 때는 그저 여성이 요리를 하고 식탁에 손을 올리는데 이후 잘린 부위에서 피가 흐른다. 그 이후 정전이 되었을 때 뒷모습으로 잠깐 등장한다. 그 다음엔 여성과 드라이브를 즐기는 평범한 성인 남성으로 등장했으나 그 여성은 사실 몸이 없는 잘린 손이였다는 반전을 보여주며 등장한다.

### 작중 행적
샌드위치 봉투에 잘린 손을 넣고 외출했으나 어느 떠돌이 개가 그 샌드위치 봉투를 뺏으려다 키라의 눈빛을 보고 겁에 질려 마침 같은 가게의 샌드위치를 사가던 시게찌의 샌드위치를 뺏어가고 그에 놀란 시게찌는 두리번거리다 키라의 손에 든 샌드위치 봉투를 보고 자신의 것이라 착각하여 집어간다. 그 후 뒤늦게 알아차린 키라는 시게찌가 그 손을 보는 순간 그것을 계기로 추격당하는 것을 우려하여 샌드위치 봉투를 집어간 시게찌를 추적한다. 샌드위치 봉투를 다시 얻긴 했지만 결국 시게찌에게 따라잡히게 된다. 그 후 시게찌의 스탠드 하비스트와 실랑이를 벌이다가 샌드위치 봉투가 찢어져 잘린 손이 떨어져 키라의 비밀이 들키게 된다. 시게찌가 자신의 비밀을 봐버린 이상 그는 시게찌를 자신의 평온한 일상을 해치려는 시게찌를 없애기로 한다. 시게찌의 스탠드 하비스트의 수가 너무 많아 조금 버거웠지만 동전을 폭탄으로 만들고 폭파시켜 시게찌에게 중상을 입히는데 성공한다. 시게찌는 도망치고 히가시카다 죠스케에게 이 진실을 전하려 그에게 향했으나 시게찌가 죠스케가 있는 반의 문의 손잡이를 만지는 순간 키라의 킬러 퀸의 능력이 발동되어 시게찌는 그 자리에서 즉사하게 된다.

### 최후
히가시카타 죠스케의 크레이지 다이아몬드에게 공격을 당하고 다른 인물들에게도 들켜 자신이 불리해지자 주변에 있던 의사의 손을 붙잡고 [킬러 퀸- 제 3의 폭탄] 바이츠 더 더스트를 작동시키려 한다. 그때 코이치가 에코즈 엑터3 때문에 손에 중력이 가해져 스위치를 누르지 못하게 된다. 어떻게든 버텨내어 스위치를 누르기 직전 쿠죠 죠타로의 스타 플래티나 더 월드가 발동되어 시간이 정지된다. 그 후 정지된 시간동안 죠타로에게 오라러쉬를 맞게되고 시간이 흐르게 되자 몸 전체에 엄청난 상처들과 함께 뒤로 날아가게 된다. 바닥에 떨어져 쓰러진 키라 요시카게는 어떻게든 바이츠 더 더스트를 발동시키려 하다가 뒤에서 후진해오던 구급차 뒷바퀴에 목이 꺾여 그대로 즉사하게 된다.(의사의 스탠드 더 앰뷸런스!!!)

## 스탠드
킬러 퀸(Killer-queen) 능력: 만지는 모든 것을 폭탄으로 바꾼다. 하지만 두 개 이상의 물건을 동시에 만지고 터트릴 수 없다. 하나의 물건에만 능력이 적용된다. (이 능력에 걸려 죽은 사람의 영혼은 스키모토 레이미가 노숙하던 절대 뒤 돌아보면 안돼는 골목 하늘을 지나 승천한다.)
[킬러 퀸-제2의 폭탄]시어하트 어택(sheer heart attack): 키라의 왼손과 연결되어 있으며, 열감지로 적을 찾아 내서 강력한 폭발을 일으킴. 이쪽을 봐라 라는 말을 반복하며 목표물을 제거할때까지 부서지지 않는다. (키라의 봇키한 모험 2부: 시어 하트 어택은 부서지지 않는다.)(방어력이 강력하지만 중력엔 버티지 못한다.)
[킬러 퀸- 제3의 폭탄]바이츠 더 더스트(bites the dust): 키라 요시카게가 카와지리 하루노를 죽여 절망하는 때에 악역 버프로 화살에 찔려 생긴 능력. 킬러퀸 제3의 능력 바이츠 더 더스트는 시간을 1시간 정도 역행, 이 능력에 걸린 사람이 위험해지면 발동된다. 스탠드 유저가 풀 때까지 무한 루프를 돌리고, 처음 루프일 때 일어난 일이 무한 루프된다. 하지만, 제1,2의 능력은 쓸 수 없다. 스탠드가 그 능력을 쓰고 있기 때문에, 돌아올 때까지 쓸 수 없다. 간혹 킬러퀸 레퀴엠의 능력이라 하는 사람들이 있는데, 그것은 죠죠러가 아닌 사람이 지껄이는 것이므로 오라오라 러쉬로 때려 눕히고 바이츠 더 더스트로 시간을 되돌린 뒤에 골익레로 영원한 죽음을 맞게하고 터스크 Act.4로 탈출하면 기분이 최고로 High 해진다.
(관련 스탠드)
스트레이 캣 능력: 공기탄을 발사한다. 킬러 퀸은 이 공기탄을 만져서 폭탄으로 만들어 보이지 않는 폭탄으로 만들 수 있다. 스트레이 캣의 공기탄은 날카로운 물체로 찌르면 사라지지만, 킬러퀸이 만져 생긴 폭탄은 아무리 잘라도 사라지지 않고, 수가 세포분혈 하듯이 자를수록 늘어난다.

## 관련인물
- 히가시카타 죠스케 (적)
- 니지무라 오쿠야스 (적)
- 키시베 로한 (적)
- 히로세 코이치 (적)
- 쿠죠 죠타로 (적)
- 얀구 시게히로(별명: 시게찌) (적)